# Campeonato Mundial de Esquí Nórdico de 1937
El XIV Campeonato Mundial de Esquí Nórdico se celebró en la localidad de Chamonix (Francia) entre el 12 y el 18 de febrero de 1937 bajo la organización de la Federación Internacional de Esquí (FIS) y la Federación Francesa de Esquí.

## Esquí de fondo
| Evento                   | Oro                                                                               | Plata                                                                                  | Bronce                                                                                        |
| ------------------------ | --------------------------------------------------------------------------------- | -------------------------------------------------------------------------------------- | --------------------------------------------------------------------------------------------- |
| 18 km (14.02)            | Lars Bergendahl · Noruega · 1:11:24                                               | Kalle Jalkanen · Finlandia · 1:12:35                                                   | Pekka Niemi · Finlandia · 1:13:48                                                             |
| 50 km (16.02)            | Pekka Niemi · Finlandia · 3:36:58                                                 | Klaes Karppinen · Finlandia · 3:43:59                                                  | Vincenzo Demetz · Italia · 3:46:39                                                            |
| Relevo 4 × 10 km (18.02) | Noruega · Annar Ryen · Oskar Fredriksen · Sigurd Røen · Lars Bergendahl · 3:06:07 | Finlandia · Pekka Niemi · Klaes Karppinen · Jussi Kurikkala · Kalle Jalkanen · 3:07:04 | Italia · Giulio Gerardi · Aristide Compagnoni · Silvio Confortola · Vincenzo Demetz · 3:08:48 |

## Salto en esquí
| Evento                       | Oro                                | Plata                                  | Bronce                              |
| ---------------------------- | ---------------------------------- | -------------------------------------- | ----------------------------------- |
| Trampolín individual (12.02) | Birger Ruud · Noruega · 233,8 pts. | Reidar Andersen · Noruega · 231,4 pts. | Sigurd Solid · Noruega · 225,7 pts. |

## Combinada nórdica
| Evento             | Oro                           | Plata                         | Bronce                            |
| ------------------ | ----------------------------- | ----------------------------- | --------------------------------- |
| Individual (12.02) | Sigurd Røen · Noruega · 441,1 | Rolf Kaarby · Noruega · 429,2 | Aarne Valkama · Finlandia · 412,1 |

## Medallero
| Núm. | País      | Oro | Plata | Bronce | Total |
| ---- | --------- | --- | ----- | ------ | ----- |
| 1    | Noruega   | 4   | 2     | 1      | 7     |
| 2    | Finlandia | 1   | 3     | 2      | 6     |
| 3    | Italia    | 0   | 0     | 2      | 2     |
|      | TOTAL     | 5   | 5     | 5      | 15    |